# 美人ヶ谷城
美人ヶ谷城（びじがやじょう）は、静岡県掛川市上西郷にあった戦国時代の日本の城（砦）。掛川城の約4キロメートル北にある山本神社（掛川市上西郷3918）の境内後方の山頂に所在する。正式な名称や城主も伝わっておらず、美人谷城のほか、石谷城（いしがやじょう）、石ヶ谷城、城の壇（しろのだん）、殿垣戸城（とのがいとじょう）などと俗称されている。

## 概要
美人ヶ谷城については、口伝に拠れば遠江石谷氏に関連する城と伝えられる。その山麓付近には殿垣戸と呼称される石谷氏の宅地跡があったと言われ、石谷氏の出自である二階堂氏に由来した二階堂観音、石谷氏の名字や家紋の由来となる9つの巨石（名字石・家紋石）、さらに南方には石谷貞清など石谷氏の霊を奉る霊栄大明神など石谷氏に関連する遺構が分布している。
『ふるさと探訪 掛川の古城址』において、推定される縄張りが掲載されている。北西に300メートルほど湾曲した標高103メートルの独立丘陵に構築されており、その尾根の3箇所を空堀により区分されていたと推定される。現在はその一部が茶畑等に転用されており、空堀その他は埋没し、史跡として整備されているわけでもないため、明白な遺構の形としては残っていない。また、滝ノ谷城が近接しており、石谷城、滝ノ谷城は、関係性の高い城と推定されている。
美人ヶ谷城の創築年代は不明であるが、応仁年間（1467年-1469年）頃を思わせる縄張りであるとされる。当時、同城のある遠江国佐野郡西郷荘には遠江三十六人衆に数えられ、山科家の荘園代官を務めていた遠江西郷氏が居たと伝えられる。この西郷氏の居城跡を西郷氏の後裔である石谷氏が継承したと言うのが、現在の俗説である。
合戦等に関する逸話は残っていない。